# Ливанский фунт
Ливанский фунт, иногда лира или ливр (араб. ليرة لبنانية‎ — ли́ра либнани́я, фр. livre libanaise) — денежная единица Ливана. Буквенный код в стандарте ISO 4217 — LBP, цифровой — 422. Официальный символ — LL и .ل.ل, эмитент — Банк Ливана. По состоянию на август 2024 года, ливанский фунт является первой денежной единицей мира с самой низкой стоимостью.
До Первой мировой войны валютой в этом регионе был турецкий фунт. В 1918 году, после падения Османской империи, использовался египетский фунт. Получив контроль над Сирией и Ливаном, французы заменили египетский фунт новой валютой для Сирии и Ливана, сирийским фунтом , который был привязан к франку по курсу. В 1939 году ливанская валюта была официально отделена от сирийской, хотя она по-прежнему была привязана к французскому франку и оставалась взаимозаменяемой с сирийскими деньгами.
До третьего этапа гражданской войны в Ливане 1 доллар США стоил:
- 3,07 фунта — в 1965 году
- 3,26 фунта — в 1970 году
- 2,25 фунта — в 1975 году
- 4 фунта — в 1981 году

В 1986 году курс фунта начал падать по отношению к доллару. 13 июня доллар стоил 36,50 фунтов. Две недели спустя он стоил 47 фунтов.
- В 1987 году — 500 фунтов.
- В декабре 1989 года — 900 фунтов.
- В 1992 году — 2500 фунтов.

С декабря 1997 года по январь 2023 года обменный курс был зафиксирован на уровне 1507,50 ливанских фунтов за 1 доллар США. Однако после экономического кризиса 2020 года в Ливане обмен по этому курсу был, как правило, недоступен, и неформальный валютный рынок развивался с гораздо более высокими обменными курсами. 1 февраля 2023 года Банк Ливана восстановил валютную привязку на уровне 15 000 ливанских фунтов за 1 доллар США. К середине марта 2023 года курс «параллельного рынка» упал до 100 000 ливанских фунтов за доллар.
В 2023 году, при самой высокой купюре в 100 000 фунтов стоимостью чуть больше 1 доллара США (1,117 доллара США) были предложения выпустить купюру в 500 000 фунтов, а затем — в 1 000 000 фунтов. Раньше один ливанский фунт подразделился на 100 пиастров, но из-за низкого курса и инфляции пиастры не встречаются в обращении.

## Монеты
В денежном обращении находятся монеты номиналом в 25, 50, 100, 250 и 500 ливанских фунтов.
| Монеты | Монеты | Монеты     | Монеты | Монеты | Монеты   | Монеты               | Монеты                                     | Монеты                                   |
| Аверс  | Реверс | Номинал    | Аверс | Реверс | Гурт     | Металл               | Параметры                                  | Годы чеканки                             |
| ------ | ------ | ---------- | --- | --- | -------- | -------------------- | ------------------------------------------ | ---------------------------------------- |
|        |        | 25 фунтов  | | | гладкий  | никелированная сталь | ø — 20,5 мм m — 2,82 г                     | 2002                                     |
|        |        | 50 фунтов  | ливанский кедр, под ним год чеканки; вверху полукругом надпись на арабском                                                               | номинал «50 LIVRES», год чеканки, внизу полукругом «BANQUE DU LIBAN» |          | никель               | ø — 18,35 мм                               | 2006                                     |
|        |        | 100 фунтов | ливанский кедр, под ним год чеканки; вверху полукругом надпись на арабском                                                               | номинал «100 LIVRES», год чеканки, внизу полукругом «BANQUE DU LIBAN» |          | латунь               |                                            | 1995, 1996, 2000, 2006                   |
|        |        | 250 фунтов | номинал «٢٥٠/ليرة» на фоне ливанского кедра, фрагмента герба; вверху полукругом «مصرف لبنان»; внизу год чеканки; по кругу бусовый ободок | номинал «250/LIVRES» в бусовом круге, поверх многократно повторенной «BANQUE DU LIBAN»; вверху год чеканки; внизу полукругом «BANQUE DU LIBAN»; по кругу геометрический орнамент и бусовый ободок | рифлёный | Алюминиевая бронза   | ø — 23,50 мм m — 5,00 г т — 1,82 мм о — ↑↓ | 1995, 1996, 2000, 2003, 2006, 2009, 2012 |
|        |        | 500 фунтов | номинал «٥٠٠/ليرة» на фоне ливанского кедра, фрагмента герба; вверху полукругом «مصرف لبنان»; внизу год чеканки; по кругу бусовый ободок | номинал «500/LIVRES» в бусовом круге, поверх многократно повторенной «BANQUE DU LIBAN»; вверху год чеканки; внизу полукругом «BANQUE DU LIBAN»; по кругу геометрический орнамент и бусовый ободок | рифлёный | Никелированная сталь | ø — 23,50 мм m — 5,00 г т — 1,82 мм о — ↑↓ | 1995, 1996, 2000, 2003, 2006, 2009, 2012 |

## Банкноты
Первые банкноты Ливана были выпущены Банком Сирии и Большого Ливана в 1925 году. Номиналы банкнот варьировались от 25 пиастров до 100 фунтов. В 1939 году банк был переименован в Банк Сирии и Ливана.
Банк Ливана был учрежден 1 апреля 1964 года. Он начал выпускать банкноты достоинством 1, 5, 10, 25, 50, 100 и 250 фунтов с арабской надписью на лицевой стороне и французской — на оборотной. Банкноты более высокого номинала выпускались в 1980-х и 1990-х годах, поскольку инфляция резко снизила стоимость валюты.

### Банкноты Банка Сирии и Ливана
| Выпуск 1952—1964 годов | Выпуск 1952—1964 годов | Выпуск 1952—1964 годов | Выпуск 1952—1964 годов | Выпуск 1952—1964 годов | Выпуск 1952—1964 годов | Выпуск 1952—1964 годов                          | Выпуск 1952—1964 годов |
| Изображение            | Изображение            | Номинал (фунтов)       | Размеры (мм)           | Основные цвета         | Описание               | Описание                                        | Годы печати            |
| Лицевая сторона        | Оборотная сторона      | Номинал (фунтов)       | Размеры (мм)           | Основные цвета         | Лицевая сторона        | Оборотная сторона                               | Годы печати            |
| ---------------------- | ---------------------- | ---------------------- | ---------------------- | ---------------------- | ---------------------- | ----------------------------------------------- | ---------------------- |
|                        |                        | 1                      |                        | оранжевый              | Крепость Сидон         | Колонны храма Юпитера                           | 1952—1964              |
|                        |                        | 5                      |                        | синий                  | Дворец Бейт-эд-Дин     | Кедровые деревья                                | 1952—1964              |
|                        |                        | 10                     |                        | зелёный                | Храм Вакха             | Крепость и береговая линия                      | 1956—1963              |
|                        |                        | 25                     |                        | оливковый              | Гавань                 | Мост через реку Кальб                           | 1952                   |
|                        |                        | 50                     |                        | коричневый             | Прибрежный ландшафт    | Скальные образования Равшех недалеко от Бейрута | 1952—1964              |
|                        |                        | 100                    |                        | бирюзовый              | Бейрут                 | Кедр                                            | 1952—1963              |

### Банкноты Банка Ливана
| Выпуск 1964—1993 годов | Выпуск 1964—1993 годов | Выпуск 1964—1993 годов | Выпуск 1964—1993 годов | Выпуск 1964—1993 годов | Выпуск 1964—1993 годов | Выпуск 1964—1993 годов                          | Выпуск 1964—1993 годов |
| Изображение            | Изображение            | Номинал (фунтов)       | Размеры (мм)           | Основные цвета         | Описание               | Описание                                        | Годы печати            |
| Лицевая сторона        | Оборотная сторона      | Номинал (фунтов)       | Размеры (мм)           | Основные цвета         | Лицевая сторона        | Оборотная сторона                               | Годы печати            |
| ---------------------- | ---------------------- | ---------------------- | ---------------------- | ---------------------- | ---------------------- | ----------------------------------------------- | ---------------------- |
|                        |                        | 1                      | 135×65                 | коричневый             | Колонны храма Юпитера  | Пещера Джейта                                   | 1964—1980              |
|                        |                        | 5                      | 140×70                 | зелёный                | Национальный музей     | Мост через реку Кальб                           | 1964—1986              |
|                        |                        | 10                     | 145×75                 | серо-коричневый        | Руины Анджара          | Скальные образования Равшех недалеко от Бейрута | 1964—1986              |
|                        |                        | 25                     | 150×80                 | персиковый             | Замок крестоносцев     | Замок Мушаилаха                                 | 1964—1983              |
|                        |                        | 50                     | 155×85                 | серый                  | Храм Вакха             | Цитадель Сен-Жиль                               | 1964—1988              |
|                        |                        | 100                    | 160×90                 | бирюзовый              | Дворец Бейт-эд-Дин     | Кедровые деревья                                | 1964—1988              |
|                        |                        | 250                    | 165×95                 | оливковый              | Руины в Тиросе         | Подиум Большого Храма                           | 1978—1988              |
|                        |                        | 500                    | 157×67                 | розовый                | Бейрут                 | Колонны храма Юпитера                           | 1988                   |
|                        |                        | 1000                   | 157×67                 | синий                  | Карта Ливана           | Колонны Баальбека и здание Банка Ливана         | 1988—1992              |
|                        |                        | 10 000                 | 157×67                 | фиолетовый             | Руины в Тиросе         | Архаичные статуи и форт крестоносцев в Библе    | 1993                   |

### Банкноты, находящиеся в обращении
В денежном обращении находятся банкноты номиналом в 1000, 5000, 10 000, 20 000, 50 000 и 100 000 ливанских фунтов.
Банкноты печатаются на Гознаке.
| Банкноты, находящиеся в обращении | Банкноты, находящиеся в обращении | Банкноты, находящиеся в обращении | Банкноты, находящиеся в обращении | Банкноты, находящиеся в обращении | Банкноты, находящиеся в обращении       | Банкноты, находящиеся в обращении                                                          | Банкноты, находящиеся в обращении | Банкноты, находящиеся в обращении |
| Изображение                       | Изображение                       | Номинал (фунтов)                  | Размеры (мм)                      | Основные цвета                    | Описание                                | Описание                                                                                   | Водяной знак                      | Годы печати                       |
| Лицевая сторона                   | Оборотная сторона                 | Номинал (фунтов)                  | Размеры (мм)                      | Основные цвета                    | Лицевая сторона                         | Оборотная сторона                                                                          | Водяной знак                      | Годы печати                       |
| --------------------------------- | --------------------------------- | --------------------------------- | --------------------------------- | --------------------------------- | --------------------------------------- | ------------------------------------------------------------------------------------------ | --------------------------------- | --------------------------------- |
|                                   |                                   | 1000                              | 115×60                            | зелёный                           | Финикийский алфавит                     | Первая дисковая форма финикийского алфавита                                                | Ливанский кедр и номинал          | 2011—2016                         |
|                                   |                                   | 5000                              | 120×62                            | оранжевый фиолетовый              | Различные геометрические фигуры         | Различные геометрические фигуры                                                            | Ливанский кедр и номинал          | 2012—2021                         |
|                                   |                                   | 10 000                            | 127×66                            | жёлтый зелёный                    | Различные геометрические фигуры         | Памятник мученикам на фоне стилизованных кедров                                            | Ливанский кедр и номинал          | 2012—2021                         |
|                                   |                                   | 20 000                            | 130×72                            | персиковый                        | Различные геометрические фигуры         | Различные геометрические фигуры                                                            | Ливанский кедр и номинал          | 2012—2019                         |
|                                   |                                   | 50 000                            | 140×77                            | синий                             | Различные геометрические фигуры и лодки | Различные геометрические фигуры                                                            | Ливанский кедр и номинал          | 2011—2019                         |
|                                   |                                   | 100 000                           | 147×82                            | бирюзовый                         | Различные геометрические фигуры и кедр  | Различные геометрические фигуры, стилизованная виноградная гроздь и кедровые веточки, кедр | Ливанский кедр и номинал          | 2011—2023                         |